# Ширяева, Евдокия Поликарповна
Евдокия Поликарповна Ширяева (настоящее имя — Авдотья, сценический псевдоним — д’Альма; 1862, Рязань — ?) — русская артистка оперы (сопрано).

## Биография
Евдокия Ширяева родилась 26 февраля 1862 года в городе Рязани.
Пению обучалась у вокального педагога Станислава Максимовича Сонки.
В 1891—1896 годах Евдокия Поликарповна Ширяева выступала в петербургском Мариинском театре.
Дата и место смерти неизвестны.

## Творчество
- Торговка бусами («Млада» Н. Римского-Корсакова, 1892);
- Ольга («Русалка» А. Даргомыжского);
- Фраскита («Кармен» Ж. Бизе),
- Пуссетта («Манон» Ж. Массне).